# (200415) 2000 SE159
(200415) 2000 SE159 es un asteroide perteneciente al cinturón de asteroides, región del sistema solar que se encuentra entre las órbitas de Marte y Júpiter, descubierto el 27 de septiembre de 2000 por el equipo del Spacewatch desde el Observatorio Nacional de Kitt Peak, Arizona, Estados Unidos.

## Designación y nombre
Designado provisionalmente como 2000 SE159. 

## Características orbitales
2000 SE159 está situado a una distancia media del Sol de 2,426 ua, pudiendo alejarse hasta 2,611 ua y acercarse hasta 2,242 ua. Su excentricidad es 0,075 y la inclinación orbital 5,985 grados. Emplea 1380,77 días en completar una órbita alrededor del Sol.

## Características físicas
La magnitud absoluta de 2000 SE159 es 16,2. 